# Erdélyi Híradó
Die Erdélyi Híradó war die erste regelmäßig erscheinende politische Zeitung in Siebenbürgen. Sie diente ab 1840 als wichtigstes Presseorgan der siebenbürgischen (nationalradikalen) Opposition. Ihre Mitarbeiter setzten sich für die Vereinigung Ungarns mit Siebenbürgen ein und publizierten ihre liberalen Ideen und freisinnigen politischen Meinungen. Die Erdélyi Híradó erschien zwischen 1827 und 1848 – allerdings mit einigen Unterbrechungen. In ihrer Blütezeit wurden darin Beiträge von politischen und literarischen Persönlichkeiten wie Zsigmond Kemény, Miklós Jósika und Miklós Wesselényi abgedruckt.
Die Zeitung erschien zweimal (in den letzten Monaten viermal) wöchentlich in Kolozsvár. Zur Redaktion gehörten Ferenc Pethe, Sámuel Méhes und Ferenc Ocsvai.

## Die erste Periode (1827–1831)
- erste Erscheinung als Hazai Híradó
- Weitere Mitarbeiter des Blattes werden nicht namentlich genannt.
- Inhaltlich eher schlicht: überwiegend Nachrichten aus dem Ausland, ungarische bzw. siebenbürgische Ereignisse werden nur selten publiziert
- mangels Abonnenten kam es zu einem Stillstand in der Auflage (1. Juli – 30. Sept. 1831)
- neuer Partnerredakteur: Sámuel Méhes

## Die zweite Periode (1831–1848)
- Inhalt ebenso schlicht wie unter der Leitung von Pethe
- die heimischen Ereignisse bekommen einen höheren Stellenwert
- ab 1838 neues Format, neue Gestaltung (heimische Nachrichten nach vorne, ausländische Ereignisse weiter nach hinten gerückt)
- ab 1840 neue Redaktion: Zsigmond Kemény spielt eine wichtigere Rolle, er schreibt die meisten Leitartikel
- die Zeitung entwickelt sich zum Presseorgan der Opposition
- kühne und freisinnige Meinungsdarlegungen der Redaktionsmitglieder
- Kemény und seine Kollegen werden aus politischen Gründen entlassen
- die Qualität sinkt und die Zahl der Abonnenten verringert sich stark

## Die dritte Periode (16. Mai 1848 – 9. November 1848)
- neuer Chefredakteur wird Ferenc Ocsvai; sein Programm besteht aus zwei Punkten: Verwirklichung der Union zwischen Ungarn und Siebenbürgen und Realisierung einer auf demokratischen Grundlagen aufgebauten Monarchie unter der Regierung des Hauses Habsburg
- am 1. Juni 1848 wird die Zeitung in Kolozsvári Híradó umbenannt
- die letzte Nummer erscheint am 9. Nov. 1848

## Stellenwert
Aus kulturgeschichtlicher Sicht betrachtet ist die Erdélyi Híradó als erste regelmäßig erscheinende politische Zeitung im Verbreitungsgebiet von großem Stellenwert. In geschichtlicher Hinsicht spielt dieses Journal eine wichtige Rolle im Kampf um die ungarische Union sowie um liberalen Ideen. Ihren literaturgeschichtlichen Wert gewann sie durch die redaktionelle Mitarbeit vieler Vertreter der ungarischen Literaturszene, unter anderem Zsigmond Kemény, Miklós Jósika, Miklós Wesselényi u. v. m.